# Marcin Walewski
Marcin Walewski (ur. 12 czerwca 1997 w Warszawie) – polski aktor dziecięcy.
Zadebiutował w wieku sześciu lat w serialu Glina, grając epizodyczną rolę u boku Anny Samusionek i Ireneusza Czopa. Później grał nieprzerwanie w wielu serialach i filmach.
W 2010 roku zagrał w filmach: Wenecji i Trzy minuty. 21:37. Za te filmy otrzymał Nagrodę za debiut aktorski na Festiwalu Polskich Filmów Fabularnych w Gdyni
W 2011 roku wziął udział w historycznym filmie Bitwa pod Wiedniem.

## Filmografia
- 1997–2011:  Klan jako Mateusz Popielak (w niektórych odcinkach Jarosław Krawczyk)
- 2003: Glina jako syn Stępniów (odcinek 5)
- 2003–2011: Na Wspólnej
- 2004: Kryminalni jako chłopiec (odcinek 4)
- 2004: Pensjonat pod Różą jako Kamil (odcinek 22)
- 2005: Daleko od noszy jako młody Kidler (odcinek 54)
- 2005: Na dobre i na złe jako syn Magdy
- 2006: Niania jako Maciuś
- 2007: Braciszek jako Wnuk
- 2009: Wenecja jako Marek
- 2010: Trzy minuty. 21:37 jako chłopak
- 2011: Syberiada polska jako Tadzio Dolina
- 2012: Bitwa pod Wiedniem jako Jakub „Fanfan” Sobieski
- 2013: Ojciec Mateusz jako Paweł
- 2013 Gang Rosenthala jako Mirel